# ギミー・ザット
「ギミー・ザット」（Gimme That）は、アメリカの歌手クリス・ブラウンが2006年4月4日にリリースしたシングル。アルバム『クリス・ブラウン』からのシングルカットだが、本シングルは、リル・ウェインがフィーチャリング・アーティストとして参加したリミックス・ヴァージョンをリード・トラックとしている。

## 概要
「ギミー・ザット」は、ショーン・ギャレットが作詞し、スコット・ストッチが作曲を担当した。2005年のインタビューで、クリスがデビューアルバム「Yo (Excuse Me Miss)」にある曲が2番目のシングルであると発言した。

## ミュージックビデオ
クリスが寝椅子の上にいる映像から始まる。

## 収録曲
1. Gimme That [Remix Featuring Lil' Wayne]
2. Gimme That

## チャート順位
| チャート（2006年）               | 順位 |
| U.S. Billboard Hot 100           | 15   |
| U.S. Billboard R&B/Hip Hop Songs | 5    |
| U.S. Billboard Pop 100           | 25   |
| U.S. Billboard Pop 100 Airplay   | 21   |
| U.S. Billboard Hot Digital Songs | 30   |
| U.S. Billboard Hot Ringtones     | 13   |
| Official UK Singles Chart        | 23   |

| 順位 | 80 | 61 | 42 | 25 | 20 | 17 | 17 | 16 | 15 | ? | 18 | 21 | 25 | 28 | 33 |  |  |  |  |  |